# Promille
Promille betyder tusindedele. Ordet stammer fra latin og betyder “per tusind”. Promille angives ofte vha. tegnet ‰ – eller alternativt “o/oo”, hvis ikke specialtegnet er tilgængeligt.
1 promille er 1/10 procent. Eksempelvis er 25 ‰ = 25/1000 = 0,025 = 2,5 %